# Грегор Балажиц
Грегор Балажиц (Мурска Собота, 12. фебруар 1988) бивши је словеначки фудбалер. Играо је на позицији штопера.

## Каријера
Балажиц је каријеру почео у словеначкој Мури, имао је и краће излете у Бенфику, па затим и у Еспањол, али је афирмацију стекао у дресу Горице, чије је боје бранио од 2008. до 2010, а затим и у Карпатима, где је наступао од 2011. године. Од јануара 2015. до краја децембра 2016. године био је члан београдског Партизана. У том периоду освојио је титулу првака Србије (2014/15) и трофеј победника купа Србије (2015/16). Дана 30. децембра 2016. године Балажиц је потписао двоипогодишњи уговор са руским премијерлигашем Уралом из Јекатеринбурга. Након Урала је играо и на Кипру а играчку каријеру завршио је 2023. године у матичној Мури.
Године 2013. дебитовао је за репрезентацију Словеније за коју је забележио два наступа.

## Трофеји

### Партизан
- Суперлига Србије (1) : 2014/15.
- Куп Србије (1) : 2015/16.